# Uniunea Armenilor din România
Uniunea Armenilor din România (U.A.R.) este o organizație obștească înființată în martie 1990 cu scopul de a apăra și promova interesele comunității armene din România.
Sediul U.A.R. este în București, B-dul Carol I nr. 43 iar președinte este Varujan Vosganian.
Funcționează ca organizație neguvernamentală cu specific etnic.
U.A.R. publică un periodic bilunar, cu titlul Ararat, fondat în 1924 (serie nouă).